# Pleograf (technika)

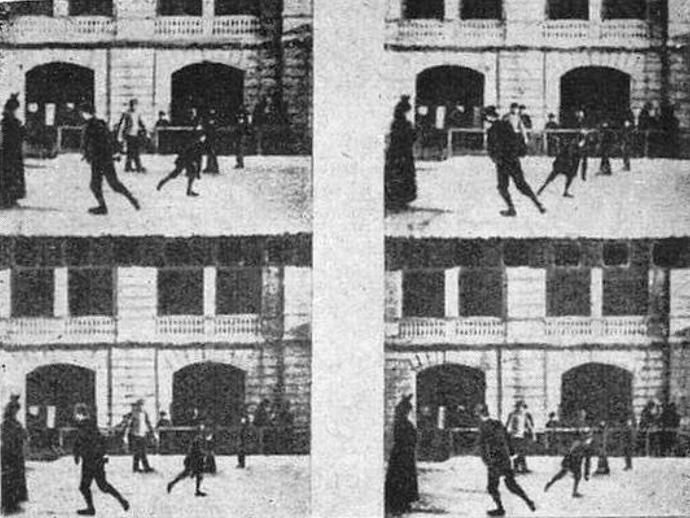
Kadry Ślizgawki w Ogrodzie Saskim – jednego z pierwszych polskich filmów, nagranego pleografem przez Kazimierza Prószyńskiego

Pleograf (ang. Pleograph) – aparat kinematograficzny służący jednocześnie do rejestracji materiału filmowego oraz jego projekcji, skonstruowany przez polskiego wynalazcę Kazimierza Prószyńskiego w roku 1894, niecały rok przed podobnym wynalazkiem braci Lumière. Louis Lumiére, w trakcie demonstracji wynalezionego przez Prószyńskiego pleografu, podobno oznajmił wszystkim obecnym: „Panowie, ten człowiek jest pierwszy w kinematografii, ja jestem drugi”. Urządzenie zapoczątkowało historię polskiej kinematografii. Pleografem pod koniec XIX wieku wynalazca nakręcił pierwsze krótkie filmy dokumentujące życie codzienne. Prace nad rozwojem urządzenia doprowadziły do skonstruowania w 1898 roku udoskonalonego aparatu projekcyjnego, biopleografu.

## Nazwa
Nazwa urządzenia pleograf jest połączeniem dwóch greckich słów: pléon „więcej” oraz gráphō „piszę”. W języku angielskim oraz francuskim aparat nosił nazwę „pleograph”.

## Historia
Pierwszą wersję pleografu wynalazca skonstruował jeszcze jako student politechniki w Liège w Belgii, w 1894 roku. Urządzeniem tym Prószyński zarejestrował kilka krótkich sekwencji z natury oraz scenek z życia codziennego, które zaprezentował gronu najbliższych osób. Ten wczesny aparat wykazywał szereg niedoskonałości charakterystycznych dla aparatów projekcyjnych tamtych czasów, jak kłopoty z synchronizacją przesuwu taśmy filmowej, drgania filmu oraz przerwy świetlne. Później konstruktor udoskonalał i unowocześniał swój wynalazek wprowadzając w nim wiele poprawek. Kolejną wersję kinematografu ukończył w 1905 roku w Warszawie. W Pleografie zastosował oryginalne urządzenie do przesuwu taśmy filmowej, które później przeniesione zostało na inne konstrukcje. Urządzenie zostało opatentowane w 1896 roku we Francji.
Pleograf rejestrował zdjęcia na błonie fotograficznej, na której rozmiar klatek wynosił 45×38 mm. Przesuw filmu umożliwiał oryginalny mechanizm do przesuwu taśmy. Perforacja umieszczona była pomiędzy poszczególnymi klatkami, a nie wzdłuż filmu, jak w obecnie znanej kliszy filmowej. Pleografem Prószyński nakręcił szereg krótkometrażowych filmów dokumentujących życie codzienne w Warszawie. Były to m.in. Ślizgawka w Łazienkach krótki film rejestrujący łyżwiarzy na ślizgawce Warszawskiego Towarzystwa Łyżwiarskiego, którego klatki reprodukowane w prasie rozdzielone są perforacją charakterystyczną cechą wczesnych filmów wynalazcy. Krótka rekonstrukcja filmu na podstawie czterech zachowanych klatek reprodukowanych w polskiej XIX wiecznej prasie ukazała się na Youtube.
Pod koniec XIX wieku Prószyński w dalszym ciągu modernizuje swój kinematograf decydując się na rozdzielenie funkcji nagrywania oraz projekcji. Wszystkie niedoskonałości urządzenia udało się usunąć wynalazcy dopiero w roku 1898, w nowej, ulepszonej wersji pleografu oraz w urządzeniu służącym jedynie do emisji filmów zwanym biopleografem.
W 1901 roku Prószyński założył pierwszą w historii polskiej kinematografii rodzimą wytwórnię filmową, która przyjęła nazwę inspirowaną wynalazkiem Prószyńskiego – Towarzystwo Udziałowe Pleograf.

## Filmy zrealizowane Pleografem
Kazimierz Prószyński zrealizował szereg filmów pleografem. Większość z nich stanowiły filmy dokumentalne jednak dzięki wynalazkowi powstały również pierwsze polskie filmy fabularne.
| Nr | Tytuł                                   | Miejsce powstania | Treść | Rodzaj filmu                                       | Kamera   | Data        | Czas (min) |
| -- | --------------------------------------- | ----------------- | --- | -------------------------------------------------- | -------- | ----------- | ---------- |
| 1  | Ślizgawka w Łazienkach                  | Warszawa          | Łyżwiarze na ślizgawce Warszawskiego Towarzystwa Łyżwiarskiego. | dokument                                           | pleograf | (1894–1896) | 1–3        |
| 2  | Ulica Franciszkańska                    | Warszawa          | Film dokumentujący ruch uliczny na ulicy Franciszkańskiej w Warszawie. | dokument                                           | pleograf | (1894–1896) | 1–3        |
| 3  | Aleja Ujazdowska                        | Warszawa          | Film dokumentujący ruch uliczny na Alejach Ujazdowskich w Warszawie. | dokument                                           | pleograf | (1894–1896) | 1–3        |
| 4  | Przed pomnikiem Mickiewicza w Warszawie | Warszawa          | Także Ruch uliczny przed pomnikiem Mickiewicza. Film dokumentujący ruch uliczny przed pomnikiem Adama Mickiewicza w Warszawie. | dokument                                           | pleograf | (1894–1896) | 1–3        |
| 5  | Kurjer Warszawski                       | Warszawa          | Film dokumentujący ruch uliczny przed redakcją stołecznej gazety "Kurjer Warszawski" oraz rozbiegających się po mieście roznosicieli gazet. | dokument                                           | pleograf | (1894–1896) | 1–3        |
| 6  | Manewry konnicy                         | ?                 | Film dokumentujący ruch wojsk na koniach zaprezentowany na pokazie biopleografu w 1899 roku w Szkole Technicznej Wawelberga i Rotwanda. | dokument                                           | pleograf | ?           | ?          |
| 7  | Ćwiczenia artyleryjskie                 | ?                 | Film ukazujący ćwiczenia artylerii w strzelaniu zaprezentowany na pokazie biopleografu w 1899 roku w Szkole Technicznej Wawelberga i Rotwanda. | dokument                                           | pleograf | ?           | ?          |
| 8  | Ślizgawka w Dolinie Szwajcarskiej       | Warszawa          | Łyżwiarze na ślizgawce w Dolinie Szwajcarskiej. | dokument                                           | pleograf | ?           | ?          |
| 9  | Wyścigi                                 | Warszawa          | Wyścigi konne w Warszawie. | dokument                                           | pleograf | ?           | ?          |
| 10 | Pod Ostrą Bramą w Wilnie                | Wilno             | Ukazujący wileńską Ostrą Bramę. | dokument                                           | pleograf | ?           | ?          |
| 11 | Mazur kostiumowy                        | Warszawa          | Zwany również Mazurem na cztery pary przedstawiający pary tańczące polski ludowy taniec – mazura. | fabularny                                          | pleograf | ?           | ?          |
| 12 | Polewanie kwiatów przez ogrodnika       | Warszawa          | Ukazujący pracę ogrodnika w ogrodzie. | fabularny                                          | pleograf | ?           | ?          |
| 13 | Pan Twardowski                          | Warszawa          | Nawiązujący do legendy o Panu Twardowskim | fabularny                                          | pleograf | ?           | ?          |
| 14 | Powrót birbanta                         | Warszawa          | Żartobliwy film przedstawiający powrót tytułowego birbanta z przyjęcia. Film z udziałem aktorów teatralnych: Kazimierza Junoszy-Stępowskiego. | fabularny                                          | pleograf | 1902        | ?          |
| 15 | Przygoda dorożkarza                     | Warszawa          | Krótki żartobliwy film fabularny, na którym śpiącemu dorożkarzowi żartownisie wyprzęgają konia, wprzęgając w zamian osła. Wystąpili w nim dwaj młodzi wówczas aktorzy Kazimierz Junosza-Stępowski oraz Władysław Neubelt. | fabularny                                          | pleograf | 1902        | ?          |
| 16 | Walkirie                                | Warszawa          | Efekt wizualny zaprezentowany publiczności podczas wystawiania w Teatrze Wielkim opery "Walkiria" Richarda Wagnera. Przedstawiał ruchome sylwetki Walkirii unoszące się w obłokach na swoich koniach. Prószyński wyemitował film, w którym Walkirie zagrał przebrany pułk Czerkiesów stacjonujących obok Zamku Królewskiego. Zdjęcia nakręcone zostały w plenerze nad Wisłą. | eksperymentalny                                    | pleograf | 1903        | ?          |
| 17 | Koronacja króla Jerzego V               | Londyn            | Reportaż z koronacji króla Jerzego V. | reportaż                                           | aeroskop | 1911        | ?          |
| 18 | Ave Maria                               | Warszawa          | | fabularny film dźwiękowy z zastosowaniem kinofonu. | ?        | 1912        | ?          |
| 19 | Łagodzący wpływ muzyki na nerwy         | Warszawa          | | fabularny film dźwiękowy z zastosowaniem kinofonu. | ?        | 1912        | ?          |